# Sady Bedřicha Smetany
Sady Bedřicha Smetany är en park i Tjeckien.   Den ligger i regionen Ústí nad Labem, i den nordvästra delen av landet, 70 km norr om huvudstaden Prag. Sady Bedřicha Smetany ligger 152 meter över havet.
Terrängen runt Sady Bedřicha Smetany är huvudsakligen kuperad, men västerut är den platt. Sady Bedřicha Smetany ligger nere i en dal.Runt Sady Bedřicha Smetany är det mycket tätbefolkat, med 1 018 invånare per kvadratkilometer. Närmaste större samhälle är Ústí nad Labem, 0,15 km sydväst om Sady Bedřicha Smetany. Runt Sady Bedřicha Smetany är det i huvudsak tätbebyggt.